# Veggiano
Veggiano (wen. Vejan) – miejscowość i gmina we Włoszech, w regionie Wenecja Euganejska, w prowincji Padwa.
Według danych na rok 2004 gminę zamieszkiwały 2914 osoby, 182,1 os./km².